# 興味の生ルツボ
『興味の生ルツボ』（きょうみのなまルツボ）は、1998年4月4日から2000年3月18日まで中部日本放送（CBC）で放送された情報番組。放送時間は毎週土曜 9:25 - 10:20（JST）。

## 概要
それまで同時間帯で放送されていた『興味のルツボ 〜ウィークエンドDADADA〜』の後継番組で、毎回東海3県の町の中から2か所を生中継で紹介するコーナーと、前番組から行われていた旅のVTRコーナー「達人的旅行術」を2本柱にしていた。この番組へのリニューアルを機にレギュラー陣が大幅に入れ替えられたが、前番組から引き続き出演していた者も何人かいた。
特筆すべき点として、当時の名古屋では初の試みだったヴァーチャルスタジオを導入していたことが挙げられる。これにより、レギュラー陣の実写映像とCG制作された背景のリアルタイム合成を実現していた。

## 出演者

### スタジオレギュラー
- 柳川薫（当時CBCアナウンサー）
- 福田知鶴
- 桜沢信司（当時CBCアナウンサー）
- 加藤小百合（当時CBCアナウンサー）

### 中継担当
- 黒川慶一
- 森合康行（当時CBCアナウンサー）
- MOMO